# Fumimaro Konoe
Fumimaro Konoe (jap. 近衛 文麿 Konoe Fumimaro; ur. 12 października 1891 w Chiyoda (Tokio), zm. 16 grudnia 1945 tamże) – japoński książę i polityk, premier Japonii w latach 1937–1939 i 1940–1941.

## Życiorys
Pochodził z rodu Fujiwara, był synem Atsumaro Konoe. Ukończył studia prawnicze na Kyoto University. Od 1916 wchodził w skład Izby Arystokracji japońskiego Zgromadzenia Narodowego, której w 1933 został przewodniczącym. Współpracował z premierem Kinmochim Saionjim i w tym charakterze uczestniczył w konferencji pokojowej w Paryżu w 1919.
W czerwcu 1937 objął urząd premiera rządu i pozostawał na nim do stycznia 1939, w 1937 roku podejmując decyzję o rozpoczęciu wojny z Chinami o ogromnych konsekwencjach dla Japonii i całego obszaru Pacyfiku. Był zwolennikiem uzyskania przez Japonię dominacji w rejonie Azji-Pacyfiku. Ponownie objął stanowisko premiera 22 lipca 1940, a jedną z jego decyzji w tym czasie było rozwiązanie istniejących partii politycznych. We wrześniu 1940 jego przedstawiciel w Berlinie podpisał pakt trzech. Po rozwiązaniu partii politycznych założył monopartię Stowarzyszenie Wspierania Władzy Cesarskiej, której został liderem. W lipcu 1941 sformował nowy gabinet, jednak już w październiku tego roku jako przeciwnik przystąpienia Japonii do II wojny światowej musiał ustąpić ze stanowiska. Objął stanowisko doradcy cesarza Hirohito, zachowując znaczące wpływy na bieg spraw politycznych.
Od 1944 optował za prowadzeniem rozmów pokojowych i wyprowadzeniem kraju z wojny. Przewodniczył delegacji mającej prowadzić negocjacje pokojowe w Moskwie, ale nie został przyjęty przez Wiaczesława Mołotowa. Po kapitulacji Japonii został wicepremierem pierwszego powojennego rządu. Obawiając się postawienia przed sądem za zbrodnie wojenne, popełnił samobójstwo.
Jego wnukiem jest Morihiro Hosokawa.